# Cirava
Cirava är en flygplats i Lettland.   Den ligger i kommunen Aizputes Novads, i den västra delen av landet, 170 km väster om huvudstaden Riga. Cirava ligger 21 meter över havet.
Terrängen runt Cirava är platt. Runt Cirava är det glesbefolkat, med 11 invånare per kvadratkilometer. Närmaste större samhälle är Aizpute, 15,7 km öster om Cirava. Omgivningarna runt Cirava är en mosaik av jordbruksmark och naturlig växtlighet.